# Bracha Bdil
Bracha Bdil (hebräisch ברכה בדיל, auch Berakhah Bdil, eigentlich Bracha Bat-Sheva Baddiel (hebräisch ברכה בַּת־שֶׁבַע בדיל); geboren 24. November 1988 in Jerusalem) ist eine israelische Komponistin, Dirigentin und Pianistin.

## Leben
Bdil wurde in Jerusalem geboren. Ihre Eltern waren bereits 1972 aus Großbritannien nach Israel eingewandert. Ihr Vater entstammt einer Kantorenfamilie, ihre Mutter hat schottisch-englische Vorfahren. Mit 10 Jahren begann Bdil Keyboard zu spielen, wechselte später zum Akkordeon, bis sie sich für das Klavier entschied. Sie absolvierte ihren Bachelor in Musikerziehung am Levinsky College und ihren Master in Musikerziehung und Komposition an der Jerusalem Academy of Music and Dance bei André Hajdu und Haim Permont. Außerdem studierte sie klassischen Gesang bei Hadassah Ben Haim, klassisches Klavier bei Dina Orlov und Irena Berkowitz, Jazz bei Marina Levinsky, Klavier-Kammermusik bei Alexander Tamir und Dirigieren bei Elli Jaffe und Evgeny Tzirlin.
Für ihr kompositorisches Werk erhielt sie zahlreiche internationale Preise, ihre Musik wurde in Europa, Asien, Nord-, Südamerika und Australien aufgeführt.
Bdil war lecturer am Levinsky College, am Jerusalem College und am Ron Shulamit Conservatory. Sie war Pianistin in Tanzklassen am Wingate College und bei Theateraufführungen. Seit Herbst 2018 ist sie künstlerische Direktorin und Chefdirigentin des Frauenstreichorchesters Zmora des Ron Shulamit Konservatoriums in Jerusalem.

## Wirken
Bdils Werk umfasst Orchestermusik, Kammer-, Vokal- und Elektronische Musik. Als stilistisch für sich prägend nennt Bdil jüdische, klassische und Folk- bzw. Popmusik. Diese Einflüsse, sagt sie, kombiniere sie in ihren Werken. Ihr genreübergreifendes What is peace (für Frauenchor und Klavier) wurde von Ehsan Saboohi in seiner „Post-Orientalismus“ Reihe veröffentlicht.
Ihre kompositorische Bandbreite reicht von Sinfonischen Dichtungen für Orchester wie Pictures of Kyoto über Verarbeitungen folkloristischer Themen zum Beispiel in Metamorphosis of Hava Nagila (für Saxophon und Piano), humoristische Stücke z. B. Parody Waltz (für Orchester) und Planned Chaos (für Saxophonquartett) bis hin zu Werken, die religiöse Themen verarbeiten, wie Genesis and He Saw It Was Good und Werken, die sich mit dem Gedenken an den Holocaust beschäftigen, z. B. Yizkerem – May Our Lord Remember Them (für A-cappella-Chor) und Letters to Fred: A Portrait of the Herzberg Family during the Holocaust (für Sopran und Klavier).

### Auftragswerke (Auswahl)
Mit ihrem von der Renée B. Fisher Competition an der Neighborhood Music School in Connecticut in Auftrag gegebenen Werk Variations erhielt der Pianist Jason Nguyen 2023 die Auszeichnung für die beste Darbietung eines Auftragswerks.
Das bedeutende Israel Philharmonic Orchestra unter Lahav Shani gab bei Bdil für die Saison 2024/2025 die Komposition Fanfare of Hope für Sinfonieorchester in Auftrag, in der Zitate aus Liedern über Israels Kriege und über das Heimatland die Herausforderung, ein blutgetränktes Land zu lieben verkörpern. In derselben Saison komponierte Bdil anlässlich des Internationalen Holocaust-Gedenktags im Auftrag des Staatstheaters Darmstadt für Megan Marie Hart den Liederzyklus Letters to Fred für Gesang und Klavier, in dem anhand von Briefen an den überlebenden Sohn Fritz „Fred“ Herzberg in sechs Sätzen, einem Prolog und einem Epilog die Geschichte Detmolder Familien erzählt wird. Die Uraufführung fand am 26. Januar 2025, dem Vortag des 80. Jahrestages der Befreiung des KZ Auschwitz statt, in Anwesenheit von Bdil und Fred Herzbergs Tochter Joanne.

## Auszeichnungen (Auswahl)
Als Komponistin gewann Bdil 2018 mit Hayom (Heute) für Tenor und Horn den Wolf Durmashkin Composition Award des Kulturvereins „dieKunstBauStelle“. Für Genesis erhielt sie 2019 den Haim Alexander Förderpreis der israelischen Association of Composers, Authors and Publishers of Musical Works (ACUM). 2021 gewann sie mit Shofar den Kompositionspreis der VII International Piano Competition Smederevo und den 2. Preis bei der Guastavino International Composition Competition gefördert durch das Latin American Music Center an der CUA in Washington. 2022 gewann sie mit In Memory of Voices den ersten Preis in der Kategorie Kammermusik im Pekinger Maestro Visions Award und mit Heterophonia  den zweiten Platz der FemFestival Women Composers Competition des Florentiner Accademia Musica Arte Teatro.
Die Jury des Kompositionspreises des israelischen Ministeriums für Kultur und Sport verlieh Bdil 2023 die Auszeichnung im Bereich Konzertmusik mit der Begründung, sie behandle „nationale und universelle Themen aus einer persönlichen und unkonventionellen Perspektive“ und bringe so in ihren Werken auch ihre jüdische Identität zum Ausdruck.
Ebenfalls 2023 gewann Bdil mit Pictures of Kyoto den Symphony Kyoto Wettbewerb der Londoner County Hall Arts. Die Uraufführung erfolgte 2024 als Streichquartett in Madrid. Für SpiritSoul (für Gesang und Klavier) wurde Bdil 2024 der 1. Preis des vierten Internationalen Kompositionswettbewerbs George Stephănescu der Bucharester Arefu Association verliehen.

## Diskografie (Auswahl)
- 2017: Three Monologues auf Iwona Glinka – One Minute. (Sarton Records, 024-2)
- 2023: What is Peace auf Post Orientalism – 1st Festival of Arts Nowruz Vol. 4. (Noise à Noise, Nan-PO-24-04)
- 2025: In Memory of Voices auf Noise à Noise 24.1: Resitance 1. (Noise à Noise, Nan-241)